# Орільйо
Орільйо (італ. Origlio) — громада  в Швейцарії в кантоні Тічино, округ Лугано.

## Географія
Громада розташована на відстані близько 155 км на південний схід від Берна, 17 км на південь від Беллінцони.
Орільйо має площу 2,1 км², з яких на 27,9% дозволяється будівництво (житлове та будівництво доріг), 13% використовуються в сільськогосподарських цілях, 54,8% зайнято лісами, 4,3% не є продуктивними (річки, льодовики або гори).

## Демографія
2019 року в громаді мешкало 1482 особи (+9,4% порівняно з 2010 роком), іноземців було 17,5%. Густота населення становила 713 осіб/км².
За віковим діапазоном населення розподілялося таким чином: 22,2% — особи молодші 20 років, 59,4% — особи у віці 20—64 років, 18,4% — особи у віці 65 років та старші. Було 589 помешкань (у середньому 2,5 особи в помешканні).
Із загальної кількості 217 працюючих 5 було зайнятих в первинному секторі, 22 — в обробній промисловості, 190 — в галузі послуг.